# Bezirksgemeinde Olaine
Die Bezirksgemeinde Olaine (lettisch Olaines novads) – wie alle Novadi Lettlands in rechtlichem Sinne eine Großgemeinde – liegt südlich der Bucht von Riga.
Seit 2009 bilden Stadt und Landgemeinde Olaine eine Verwaltungsgemeinschaft mit insgesamt 20.672 Einwohner (2010). Bei der Verwaltungsreform 2021 erhielt die Landgemeinde Olaine ein Waldgebiet von Ķekava in der gleichnamigen benachbarten Bezirksgemeinde, um ein zusammenhängendes Gemeindegebiet zu bekommen, die einzige Gemeindegebietsänderung zur Verwaltungsreform.